# Владимир Граић
Владимир Граић Граја (Београд, 19. фебруар 1968) српски је композитор и текстописац.
Владимир је син познатог композитора Радослава Граића. Са шест година уписује се у Музичку школу „Јосиф Маринковић“ где похађа часове клавира. Потом је наставио студије клавира и теорије од 1977. до 1982. године у Музичкој школи „Мокрањац“. Дипломирао је на Електротехничком факултету Универзитета у Београду. Компоновао је Молитву Марије Шерифовић, победничку песму Евровизије 2007. године, као и песму Beauty Never Lies Бојане Стаменов, која је такође представљала Србију на Евросонгу. Био је у браку 10 година са Сањом Граић-Степановић, са којом има сина Александра. Године 2017. постаје директор ПГП РТС-а.